# الحملات العسكرية في عهد الخليفة عثمان
كان عثمان بن عفان ثالث خليفة راشدي وفي عهده وصلت الخلافة إلى أقصى إتساعها.

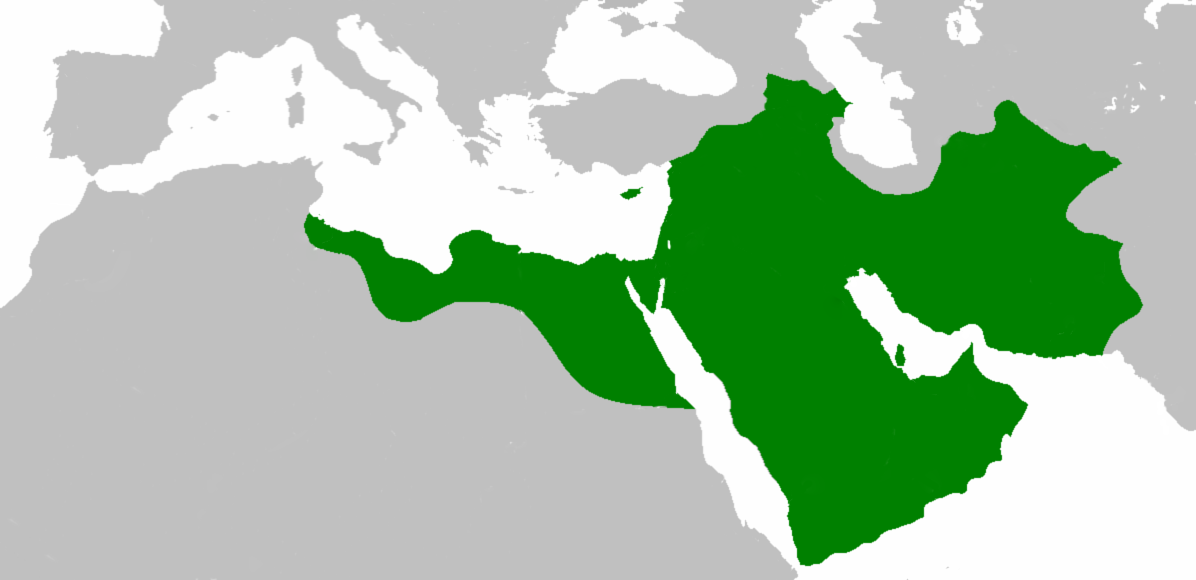
الخلافة الراشدة في ذروتها في خلافة عثمان عام 654

## محاولة البيزنطيين لإعادة غزو مصر
بعد وفاة عمر وعزل عمرو بن العاص عن ولاية مصر، استولى البيزنطيين على الإسكندرية، وإعتقدوا أن هذا هو الوقت المناسب لاتخاذ الإجراءات اللازمة لغزو مصر. أرسل عثمان عمرو بن العاص مرة أخرى للدفاع عن مصر وجعله حاكما وقائدا عاما لمصر.هزم عمرو القوات البيزنطية في معركة نقيوس، على بعد بضع مئات من الأميال من الفسطاط. بعد هزيمة الجيش البيزنطي في نقيوس على يد جيش الخلفاء الراشدين الذي حاصر الإسكندرية، والتي سقطت عندما فتح الأقباط أبواب المدينة ليلة واحدة، في مقابل العفو. بعد إعادة فتح الإسكندرية، أمر عمرو بن العاص بهدم أسوار المدينة لعرقلة أي غزو مستقبلي للقوات البيزنطية.

## غزو شمال أفريقيا
بعد انسحاب البيزنطيين من مصر، أعلنت شمال إفريقيا، التي كانت إكسرخسية بيزنطية في إفريقيا استقلالها في ظل ملكها، غريغوريوس الأرستقراطي. امتدت سيطرة غريغوريوس من حدود مصر إلى المغرب. أرسل عبد الله بن سعد الجيوش لمداهمة أطراف إفريقيا البيزنطية ونتيجة لهذه الغارات حصل المسلمين على ثروات كبيرة. جعل نجاح هذه الغارات عبد الله بن سعد يشعر بضرورة القيام بحملة منتظمة لفتح شمال إفريقيا.
أعطى عثمان له الإذن بعد التداول مع مجلس الشورى في المدينة وتم إرسال قوة من 10,000 جندي كتعزيزات. تجمع الجيش في برقة، وفي 647 سار غربا لفتح طرابلس، وبعد طرابلس سار إلى سبيطلة، عاصمة الملك غريغوريوس. هُزم غريغوريوس وقُتل في المعركة بسبب التكتيكات المستخدمة من قبل عبد الله بن الزبير. بعد معركة سبيطلة رفع سكان شمال إفريقيا دعوى من أجل السلام ووافقوا على دفع جزية سنوية، بينما انسحب البيزنطيون إلى حصونهم. بدلا من ضم شمال أفريقيا، فضل المسلمين لجعله دولة تابعة، وعندما تم دفع المبالغ المنصوص عليها من الجزية، انسحب الجيش إلى برقة.

## غزو شبه الجزيرة الأيبيرية
وفقا لعامة كتب التاريخ الإسلامي، فإن غزو إسبانيا وهى قسم من شبه الجزيرة الإيبيرية يعزى إلى طارق بن زياد وموسى بن نصير في 711 - 712، في زمن الخليفة الأموي، الوليد بن عبد الملك. ومع ذلك، وفقا للمؤرخ محمد بن جرير الطبري، تم غزو إسبانيا لأول مرة قبل حوالي ستين عامًا خلال خلافة عثمان. كما اقتبس مؤرخون مسلمون بارزون آخرون مثل ابن كثير  نفس الرواية.
وفقًا لرواية الطبري، عندما فتح عبد الله بن سعد شمال إفريقيا، كلف اثنان من جنرالاته، عبد الله بن نافع بن حسين وعبد الله بن نافع بن عبد قيس، بغزو المناطق الساحلية لإسبانيا عن طريق البحر. في هذه المناسبة، ورد أن عثمان وجّه رسالة إلى القوة الغازية. قال عثمان في سياق الرسالة:
| الحملات العسكرية في عهد الخليفة عثمان | ستُفتَتح القسطنطينية من جانب الأندلس. وبالتالي، إذا فتحت الأندلس، فسيكون لك شرف اتخاذ الخطوة الأولى نحو فتح القسطنطينية. سيكون أجرك لهذا الشرف في الدنيا وفى الآخرة. | الحملات العسكرية في عهد الخليفة عثمان |

لم يذكر الطبري أو أي مؤرخ آخر أي تفاصيل عن الحملات التي شهدتها إسبانيا خلال خلافة عثمان. وقد أورد الطبري أن قوة عربية بمساعدة قوة أمازيغية نزلت في إسبانيا، ونجحت في احتلال المناطق الساحلية للأندلس. لا يُعرف أين هبطت القوة الإسلامية، وما هي المقاومة التي واجهوها، وأية أجزاء من إسبانيا دخلوها بالفعل. على أية حال، من الواضح أن المسلمين قد غزاوا بعض أجزاء إسبانيا خلال خلافة عثمان. يفترض أن المسلمين أقاموا بعض المستعمرات على ساحل إسبانيا. هناك أسباب للافتراض أن هؤلاء المسلمين دخلوا في علاقات تجارية مع بقية إسبانيا وأجزاء أخرى من أوروبا. وفُقدت المناطق بعد فترة وجيزة بسبب الفوضى في الخلافة.

## الحملة ضد النوبة (السودان)

موقع دنقلا داخل السودان

تم شن حملة ناجحة ضد النوبة أثناء خلافة عمر في 642. وكان على الملك كالدورات من النوبة أن يخضع، ووافق على توفير 442 عبدًا كل عام للولاة في القاهرة.
بعد عشر سنوات في 652، أرسل والي مصر، عبد الله بن سعد، جيشًا آخر إلى النوبة. توغل هذا الجيش في عمق النوبة وحاصر العاصمة النوبية دنقلا. كانت المعركة غير حاسمة، بسبب الرماة النوبيين الذين أمطروا المسلمين بوابل من السهام. بما أن المسلمين لم يتمكنوا من التغلب على النوبيين بشكل حاسم، فقد قبلوا عرض السلام من الملك النوبي. وبحسب المعاهدة التي تم توقيعها، وافق كل طرف على عدم القيام بأي خطوات عدوانية ضد الآخر. وافق كل جانب على منح الطرف الآخر حرية المرور عبر أراضيه. وافقت النوبة على تقديم 360 عبدًا لمصر كل عام.

## الاستيلاء على جزر البحر الأبيض المتوسط
في عهد عمر، أرسل والي سوريا معاوية بن أبي سفيان طلبًا لبناء قوة بحرية لغزو الجزر في البحر الأبيض المتوسط، لكن عمر رفض الاقتراح بسبب مخاطر ركوب البحر. في عهده، أعطى عثمان لمعاوية الإذن ببناء سلاح البحرية بعد بحث المسألة عن كثب. هبطت القوة الإسلامية على قبرص عام 649. لم يكن هناك سوى حامية بيزنطية صغيرة في الجزيرة، والتي تم التغلب عليها دون أي صعوبة. استسلم سكان الجزر للمسلمين، ووافقوا على دفع جزية قدرها 7,000 دينار في السنة. كان غزو قبرص أول غزو بحري للمسلمين. بعدها توجه الأسطول البحري الإسلامي من قبرص نحو كريت ثم رودس وتم له الغزو دون مقاومة كبيرة. في 652-654، أطلق المسلمون حملة بحرية ضد صقلية ونجحوا في الاستيلاء على جزء كبير من الجزيرة. بعد فترة وجيزة من مقتل عثمان، لم يتم إجراء المزيد من التوسع، وبالتالي انسحب المسلمون من صقلية. في عام 655، قاد الإمبراطور البيزنطي قسطنطين الثاني أسطولًا لمهاجمة المسلمين في فوينيك (بالقرب من ليقيا) لكنه هُزم وتم تدمير 500 سفينة بيزنطية في المعركة، وخشي الإمبراطور نفسه أن يتعرض للقتل.

## محاولة البيزنطيين لإعادة غزو الشام
بعد وفاة عمر، قرر الإمبراطور البيزنطي، قسطنطين الثالث، استعادة بلاد الشام، التي كانت قد فقدت للمسلمين في عهد عمر. تم التخطيط لغزو واسع النطاق وتم إرسال قوة قوامها 80,000 جندي لإعادة احتلال الشام. طلب معاوية، والي سوريا، تعزيزات وأمر عثمان والي الكوفة بإرسال فرقة هزمت الجيش البيزنطي مع السوريين.

## غزو الأناضول
تم غزو الحصون البيزنطية في منطقة طرسوس في عهد عمر، بعد وقت قصير من فتح أنطاكية من قبل خالد بن الوليد وأبو عبيدة بن الجراح. خلال فترة حكم عثمان، استعادت القوات البيزنطية المنطقة وأطلقت سلسلة من الحملات لاستعادة السيطرة على المنطقة. في عام 647 أرسل معاوية بن أبي سفيان حملة استكشافية ضد الأناضول دخلت كبادوكيا واجتاحت قيسارية مزاكا. في عام 648، اقتحم الجيش الراشدي فريجيا. أجبر هجوم كبير على قيليقية وإيساوريا في 650-651 الإمبراطور البيزنطي قسطنطين الثاني على الدخول في مفاوضات مع معاوية. سمحت الهدنة التي تلت ذلك بفترة راحة قصيرة، ومكنت قسطنطين الثاني من التمسك بالأجزاء الغربية من أرمينيا. في 654-655، بأمر من الخليفة عثمان، كانت رحلة استكشافية تستعد لمهاجمة العاصمة البيزنطية القسطنطينية لكنها لم تنطلق بسبب مقتل عثمان. حددت جبال طوروس في تركيا الحدود الغربية للخلافة الراشدة في الأناضول في عهد الخليفة عثمان.